# Madison Heights (Michigan)
Madison Heights ist eine Stadt in Oakland County des US-amerikanischen Bundesstaates Michigan. Die Stadt ist ein Vorort von Detroit. Laut der Volkszählung von 2020 betrug die Bevölkerungszahl 28.468 Einwohner.

## Geographie
Laut dem United States Census Bureau hat die Stadt eine Landfläche von 18,5 Quadratkilometer und keine Wasserfläche.

## Geschichte
Ursprünglich war die Stadt Teil von Royal Oak. Durch eine Volksabstimmung am 17. Januar 1955 wurde beschlossen, Madison Heights als eigenständige Stadt einzutragen. Am 6. Dezember desselben Jahres wurde Madison Height zur zehnten Stadt im südlichen Oakland County.
Zu dieser Zeit war die 18,6 Quadratkilometer große Stadt eine der größten vorstädtischen Gemeinden von Detroit. Das erste Rathaus befand sich auf der 26305 John R Road, der Standort der ehemaligen Gemeindebüros. Am 5. April 1963 wurde ein neues städtisches Gebäude errichtet, das sich auf den heutigen Standort in 300 West Dreizehn Mile Road befindet. Die Stadt liegt im Korridor zwischen der I-696 und I-75 und besitzt zwei Grundschulbezirke, Lamphere und Madison, sowie eine eigenständige Stadtverwaltung.

## Wirtschaft
Madison Heights ist Teil der Oakland County Automation Alley. Es gibt mehr als 1300 gewerbliche und industrielle Unternehmen und Dienstleistungen in der Stadt. Neben einer Mehrheit von kleinen Unternehmen haben sich mehr als 100 große Unternehmen innerhalb seiner Grenzen angesiedelt, wie zum Beispiel Best Buy, Coca Cola, Commercial Steel Treating Corporation, Costco, CVS Pharmacy, Henkel Technologies, Home Depot, Kmart, Meijer, Micro Center, Ogura Corporation, Sam’s Club, Hungry Howie’s, Target und UPS. Die Stadt besitzt 23 Einkaufszentren, 11 Hotels, mehr als 80.000 Quadratmeter Bürofläche und sieben Industrieparks mit einer Fläche von 900.000 Quadratmeter.

## Demografische Daten
Laut der Volkszählung von 2000 betrug die Einwohnerzahl 31.101 Menschen, die in 13.299 Haushalten und 8.005 Familien in der Stadt lebten. Die Bevölkerungsdichte betrug 1.677,1 pro Quadratkilometer. Es gab 13.623 Wohneinheiten, mit einer durchschnittlichen Dichte von 734,6 Einheiten pro Quadratkilometer.
In den 13.299 Haushalten lebten in 26,9 % der Fälle Kinder unter 18 Jahren, 45,2 % waren verheiratete, zusammenlebende Paare, 10,5 % hatten einen weiblichen Haushaltsvorstand ohne Ehemann und 39,8 % waren keine Familien. 33,8 % aller Haushalte waren Singlehaushalte und in 12,3 % lebten Menschen, die 65 Jahre oder älter waren. Die durchschnittliche Haushaltsgröße betrug 2,33 und die durchschnittliche Familiengröße lag bei 3,02 Personen.
In der Stadt lebten 22,1 % im Alter von unter 18 Jahren, 8,1 % waren 18 bis 24, 35,4 % waren 25 bis 44, 20,2 % waren 45 bis 64 und 14,2 % waren 65 Jahre oder älter. Das Durchschnittsalter betrug 36 Jahre. Auf 100 weibliche Personen kamen 95,8 männliche Personen. Auf 100 Frauen im Alter von 18 Jahren gab es 92,9 Männer.
Das jährliche Durchschnittseinkommen eines Haushalts in der Stadt betrug 42.326 US-Dollar, das Durchschnittseinkommen einer Familie betrug 51.364 US-Dollar. Männer hatten ein Durchschnittseinkommen von 41.478 US-Dollar gegenüber 29.345 US-Dollar bei Frauen. Das Pro-Kopf-Einkommen der Stadt betrug 21.429 US-Dollar. Über 7 % der Familien und 8,9 % der Bevölkerung lebten unterhalb der Armutsgrenze, darunter 10,8 % unter 18 Jahren und 13 % der Altersgruppe 65 Jahre oder älter.

## Söhne und Töchter der Stadt
- Kendra Lust (* 1978), US-amerikanische Pornodarstellerin frankokanadisch-italienischer Herkunft